# Carmilla

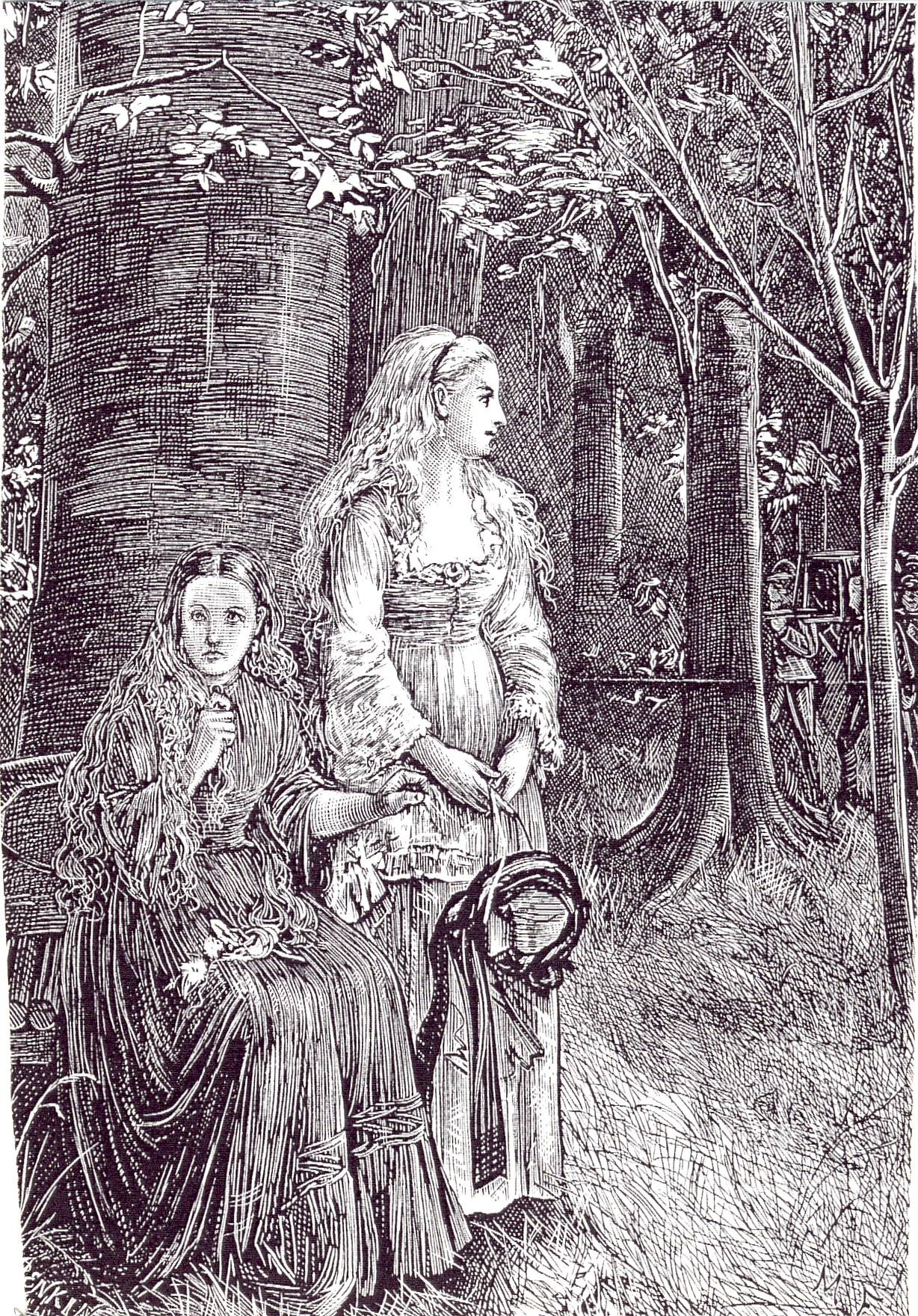
"Funeral": ilustració de Michael Fitzgerald. The Dark Blue.

Carmilla és una novel·la curta d'estil gòtic publicada el 1872 per l'escriptor irlandès Sheridan Le Fanu i ambientada a la zona d'Estíria, a Àustria. Va ser escrita 26 anys abans que Dracula, l'escrit per excel·lència de Bram Stoker i, per tant, és la predecessora de totes les obres posteriors ambientades en el gènere del vampirisme i la literatura gòtica. Va ser publicada per primera vegada en un recull de contes del mateix autor anomenat In a Glass Darkly on ocupava l'últim lloc en el marc de la revista de literatura anglesa The Dark Blue. És un relat que encara és força desconegut entre la gran massa de lectors però en diverses ocasions va servir a Stoker de font d'inspiració a l'hora de crear elements de la seva pròpia obra com poden ser l'ambientació, totes dues novel·les s'emplacen en castells caracteritzats per ser solitaris i d'arquitectura romàntica i gòtica, i sobretot també, la manera de caracteritzar els personatges i com actuen dins l'obra. En el relat en qüestió, el lector reconeix els trets més coneguts associats als vampirs, gràcies a la novel·la d'Stoker: la necessitat de sang i la pal·lidesa dels seus personatges però també s'introdueixen dos tòpics molt importants: el relat del vampir des d'un punt de vista eròtic femení així com també l'amor lèsbic entre la protagonista i la vampir que passa subtilment desapercebut i no és objecte de càstig o tabú per part de cap dels altres personatges de l'obra.

## Argument
El relat ens explica en primera persona la història de la Laura, una noia jove i tendra que viu amb el seu pare en un castell a Estíria, a Àustria. Va perdre la mare just en el moment de néixer i es caracteritza per tenir un temperament hipersensible que la fa procliu a la tristesa. A més a més, a causa de la llunyania del castell on viuen no hi ha ningú amb qui pugui fer amistat i se sent molt sola. Un dia de cop i volta comença a tenir uns malsons molt estranys on hi apareixen el rostre d'una noia d'una gran bellesa que sobtadament es deforma cap al d'una bèstia. Des d'aquell moment la protagonista desenvolupa un trauma que li impedeix conciliar el son per si mateixa i ha de ser vigilada en tot moment. Un accident fortuït, però, farà que ella i el seu pare acceptin acollir durant un temps a casa seva una misteriosa visitant: una altra nena, aproximadament de la seva edat, preciosa i encantadora de nom Carmilla.
La protagonista reconeix certa familiaritat en el rostre d'aquella noia i acaba descobrint que aquella era la mateixa persona que apareixia en els seus somnis. El personatge de Carmilla es mostra molt obert, fins i tot provocatiu, però té uns hàbits que la fan difícil de comprendre: no es deixa veure mai fins ben entrada la tarda, no comparteix mai taula amb ells a l'hora de fer els àpats i es tanca a la seva habitació sense sortir-ne però la majoria de vegades ningú sap on és. Les dues protagonistes, però, aconsegueixen formar una gran relació que la majoria de vegades va més enllà d'una simple amistat. Laura, però, se sent decebuda i impotent al no ser capaç d'aconseguir més informació sobre la persona per la qui sent un desig tan fort però, de la mateixa manera, no pot fer res contra el control sobrenatural que exerceix sobre la seva ment.

## Personatges

### Carmilla
Al principi de la novel·la, es veu com Laura i el seu pare esperen la seva visita amb la neboda Bertha. No obstant això, aquests plans s'han de cancel·lar quan Bertha cau misteriosament malalta i finalment mor. Li dol molt perquè l'havia estimat com una filla. Més tard a la novel·la, els visita i els explica la seva història i revela qui és la misteriosa Millarca.

### Laura
Actualment té 27 anys, narra la història i explica els fets que li van passar quan en tenia 19. És amable, bella i solitaria. La seva mare va morir quan ella era acabada de néixer i va ser criada per dues dones: Madame Perrodon i Mademoiselle De Lafontaine, que viuen a casa seva, un castell gran i solitari amb ella i el seu pare.

### Pare de Laura
Cria tot sol la protagonista des que és ben petita. És un home anglès al servei del regne austríac que ja està retirat i gràcies a la seva pensió i s'estableix en una antiga finca feudal a Estíria amb la seva filla Laura. És un home de bon cor que de bon grat s'ofereix a deixar que Carmilla es quedi a la seva finca en ser víctima d'un misteriós accident.

### Madame Perrodon i Madamoiselle De LaFontaine
Són les institutrius de Laura, que la van criar i educar en absència de la seva difunta mare. Parlen diverses llengües i en la narració s'insinua que tenien poc control sobre ella i que estava mimada pel seu pare.

### General Spielsdorf
Al principi de la novel·la el general ha de visitar Laura i el seu pare amb la seva neboda Bertha. No obstant això, els plans es cancel·len quan Bertha cau misteriosament malalta i finalment mor.

### Bertha Rheinfeldt
Neboda del general Spielsdorf que mor d'una misteriosa malaltia.

## Temes recurrents

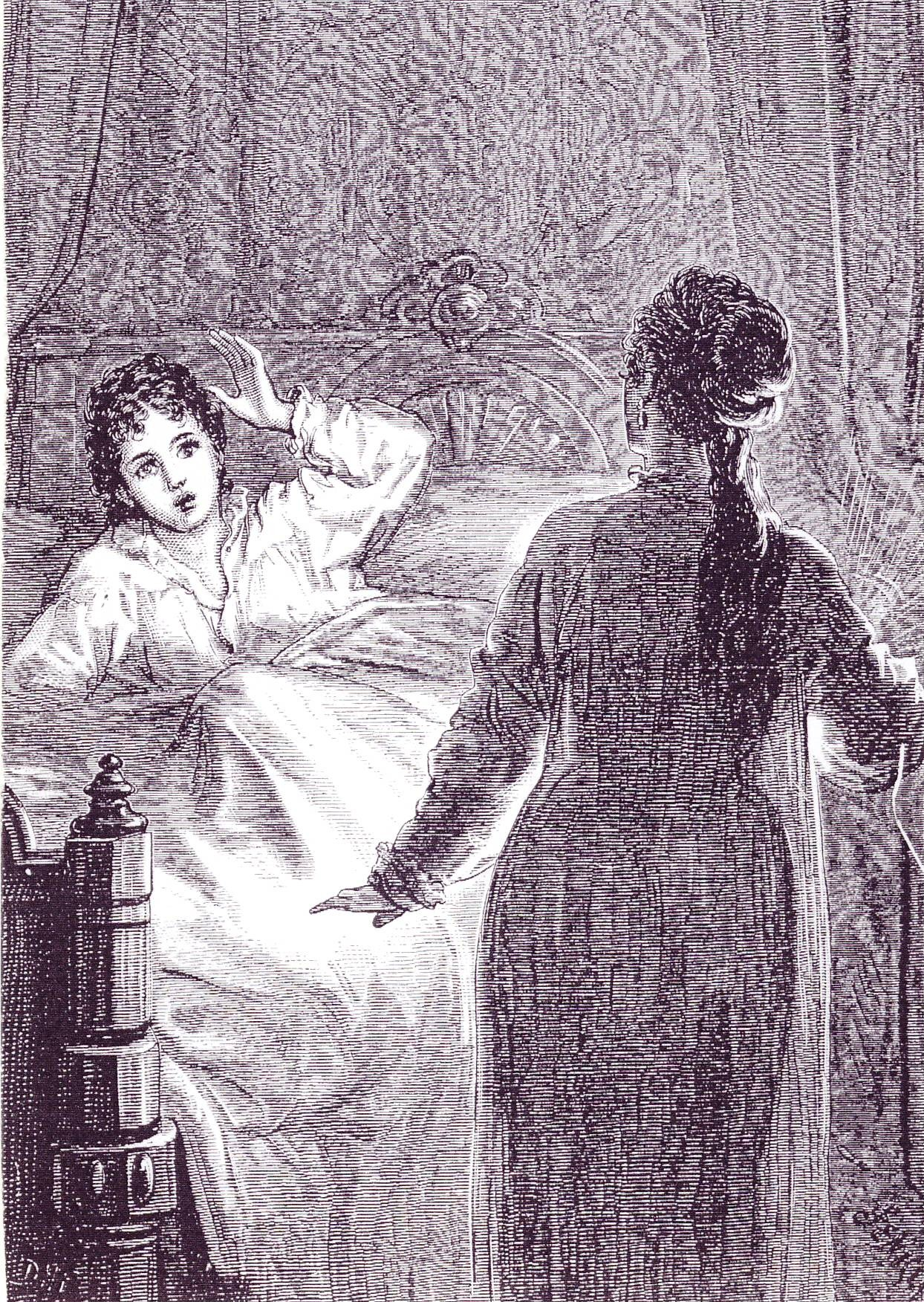
Il·lustració de Laura i Carmilla extreta deThe Dark Blue per D. H. Friston, 1872.

### Vampirismei sexualitat
L'acte de beure sang d'un humà s'explora des del punt de vista de la sexualitat obscura, més encara que en el Dracula d'Stoker. Al llarg de la història es fan referències bastant clares que Carmilla, no només gaudeix de l'acte amb un frenesí quasi orgàsmic sinó que a més se sent atreta fortament per la protagonista, la Laura, d'una manera eròtica. L'exploració de l'atracció lèsbica no és explícita però tampoc s'emmascara per tal de passar desapercebuda a ulls del lector contemporani. Com a conseqüència, la publicació en el seu temps va ser força escandalosa.

### Antiaristocratisme
Encara que Carmilla és un personatge molt convincent finalment ha de morir per tal de protegir la societat. Per tant, partint d'una visió generativista és considerada la dolenta de la història i crea una visió d'odi irrevocable cap a l'aristocràcia o almenys, aquells que n'expressen una opinió favorable. Carmilla representa els prejudicis i odi cap a les classes més pobres que han d'aguantar sempre els judicis més durs i sempre es presenta com un personatge millor sobre la resta pel simple fet de tenir sang blava.

### Antipatriarcat
Carmilla desafia gairebé tots els aspectes del patriarcat. És una dona poderosa que regna durant més de cent anys. És flexible amb el títol nobiliari, descendents i el patrimoni. La seva sexualitat és lliure i a la seva existència no hi té cabuda el matrimoni, la fertilitat o la creació d'una família. Dona una volta de 360° al patriarcat de manera que aspectes com la cavalleria, la supervisió i el control són fàcilment explotables i completament ineficaços.

### Desig maternal
Laura és una noia solitària que no té l'escalf d'una mare, i alguns crítics veuen que la seva relació amb Carmilla suggereix la maternalitat (cosa que explica per què Laura se sent atreta tan fàcilment cap a ella). Tal com suggereix el crític Jim Hansen, la visió de la maternalitat que representa Carmilla és feble, ja que prové d'un patrimoni "malalt" representat com a repugnant i atroç. Carmilla és la projecció d'una línia materna corrupta. En la història, la Laura ha ser salvada d'una línia maternal d'aquests característiques.

### Esborrant els límits
Carmilla planteja nombrosos problemes en el món victorià patriarcal i heterosexual en què està ambientada la història, però també en representa una dissolució dels seus límits d'identitat. El vampirisme consisteix en ingerir la sang d'un altre individu alhora que es converteix aquell recipient en la mateixa criatura. L'eix principal de la societat victoriana estava conformat entorn del "jo" i era immutable i intocable. És per aquest motiu que Carmilla i la tendència fluida del si del seu personatge han de ser destruïts en última instància.

### Aliances femenines
Independentment de l'estatus de Carmilla com a vampir que beu sang, la seva és una poderosa figura femenina que conforma aliances amb altres dones. Aquestes dones són joves i no necessiten els homes per tenir relacions sexuals, tampoc per ser acompanyades, ajudades i no necessiten la seva validació com a persones. En aquest sentit, el seu propi plaer és primordial i l'intercanvi que es produeix entre elles és alliberador: es manté el desig, autonomia i la llibertat, i, a més a més, eviten el control patriarcal.

### La no efectivitat masculina
Els homes de la novel·la de LeFanu són desafortunats. No entenen què està passant a les seves terres i tampoc saben com aturar-ho. Consulten l'opinió de metges (masculins) que fan hipòtesis poc concretes sobre com frenar la malaltia que es va propagant. No veuen el que tenen davant del nas i tampoc s'adonen del comportament sexual dels seus propis familiars, que tenen relacions homosexuals i per tant, alteren el funcionament de la societat heterosexual d'aquella època emmarcada en el capitalisme. Finalment, deixen entrar a casa seva el mal i es deixen emportar per enganyoses bones intencions.

## Edicions al català
- Carmilla. Editorial Puertonorte-Sur, S.L. 1998. Traducció de Roser Berdaguer. ISBN 8475841236[1]
- Carmilla. Editorial Brosquil Edicions. 2003. Traducció d'Emili Gil. ISBN 8496154661
- Carmilla. Editorial Laertes. 2024. Traducció d'Edgar Cotes. ISBN 978-84-19676-35-1.